# Малый Маук
Малый Маук — река в России, протекает по Челябинской области. Река впадает в Зацепинский пруд, через который протекает Большой Маук. По данным государственного водного реестра России, устье Малого Маука находится в 0,8 км по правому берегу реки Большой Маук. Длина реки составляет 17 км.
На реке расположен посёлок Маук.

## Данные водного реестра
По данным государственного водного реестра России относится к Иртышскому бассейновому округу, водохозяйственный участок реки — Теча, речной подбассейн реки — Тобол. Речной бассейн реки — Иртыш.
Код объекта в государственном водном реестре — 14010500712111200003139.